# ムアイザルSC
ムアイザルSC（アラビア語: نادي معيذر الرياضي、Muaither Club）は、カタールのスポーツクラブ。1996年にアッ・シャバーブとして設立され、2004年にカタールオリンピック委員会の決定により、現名称となった。ムアイダルとも。
以下はサッカー部門に関する記述。
カタール・スターズリーグ所属、ホームスタジアムはサーニー・ビン・ジャーシム・スタジアム。
カップ戦では2004年のシェイフ・ジャーシムカップを制していたものの、プレイオフに敗れるなどしてカタール・スターズリーグ昇格を果たせずにいたが、2013-14シーズンよりカタール・スターズリーグのチーム枠が2チーム拡大されるのにともないスターズリーグに加わった。しかし、同シーズンのリーグ戦は最下位に終わった。

## タイトル

### 国内タイトル
- シェイフ・ジャーセムカップ：1回
  - 2003-04
- カタールガス・リーグ：2回
  - 2015-16[3]、2022-23
- セカンド・ディヴィジョン・カップ：1回
  - 1999-2000

## 歴代監督
- アブドゥッラフマーン・タレブ (2007-2008)
- アブドゥッラー・サード (2009)
- シルヴィオ・ディリベルト (2009-2012)
- ムハンマド・サヘル (2012-2013)
- ラディスラス・ロザノ (2013-2014)
- ムハンマド・サヘル (2014-)

## 歴代所属選手
- ファズィル・ムサエフ 2013-2014
- 河成敏 2013-2014
- 趙晟桓 2014
- マフムード・ザアタラ 2015-
- 佐藤穣 2017